# Efecte Joule-Thomson

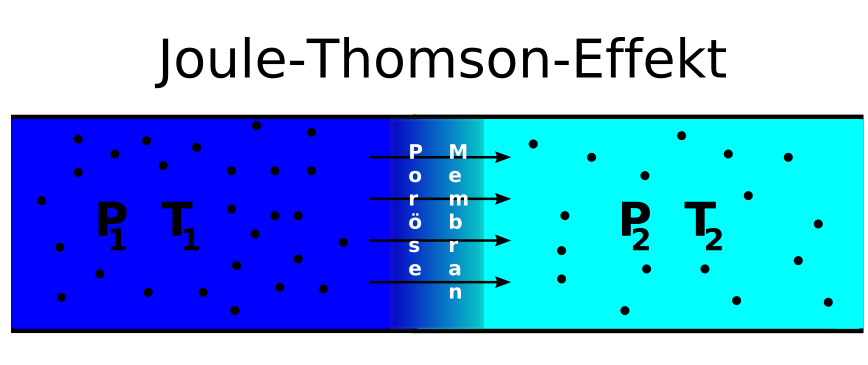
II·lustració de l'efecte Joule-Thompson; per exemple, quan es redueix la temperatura d'un sistema

En física, l'efecte Joule-Thomson o efecte Joule-Kelvin és el procés en el qual la temperatura d'un sistema disminueix o augmenta en permetre que el sistema s'expandeixi lliurement mantenint l'entalpia constant.
Va ser descrit per James Prescott Joule i William Thomson, el primer Baró de Kelvin, que van establir l'efecte el 1852 modificant un experiment previ de Joule en el qual un gas s'expandia mantenint constant la seva energia interna.

## Descripció
La relació entre temperatura, pressió i volum d'un gas es pot descriure d'una forma senzilla gràcies a les lleis dels gasos. Quan el volum augmenta durant un procés irreversible, les lleis dels gasos no poden determinar per si soles què passa amb la temperatura i pressió del gas. En general, quan un gas s'expandeix adiabàticament, la temperatura pot augmentar o disminuir, depenent de la pressió i temperatura inicial. Per a una pressió constant (fixada prèviament), un gas tindrà una temperatura d'inversió de Joule-Thomson (Kelvin), per damunt de la qual en expandir-se el gas causa un augment de temperatura, i per sota de la qual l'expansió del gas causa un refredament. En la majoria dels gasos, a pressió atmosfèrica aquesta temperatura és bastant alta, molt més gran que la temperatura ambiental, i per això la majoria dels gasos es refreden quan s'expandeixen.
L'increment de temperatura (ΔT) respecte a l'increment de pressió (Δp) en un procés de Joule-Thomson és el coeficient de Joule-Thomson.
{\displaystyle \mu \ ={\Delta T \over \Delta p}}
Aquesta expressió es pot trobar també escrita de la següent manera:
{\displaystyle \mu _{JT}=\left({\partial T \over \partial p}\right)_{H}}
El valor de {\displaystyle \mu _{JT}} depèn del gas específic, tant com la temperatura i la pressió del gas abans de l'expansió o compressió. Per a gasos reals això serà igual a zero en un mateix punt anomenat punt d'inversió i la temperatura d'inversió Joule-Thomson és aquella en què el signe del coeficient canvia.